# Armillaria hinnulea
Armillaria hinnulea är en svampart som beskrevs av Kile & Watling 1983. Armillaria hinnulea ingår i släktet Armillaria och familjen Physalacriaceae.   Inga underarter finns listade i Catalogue of Life.

## Källor

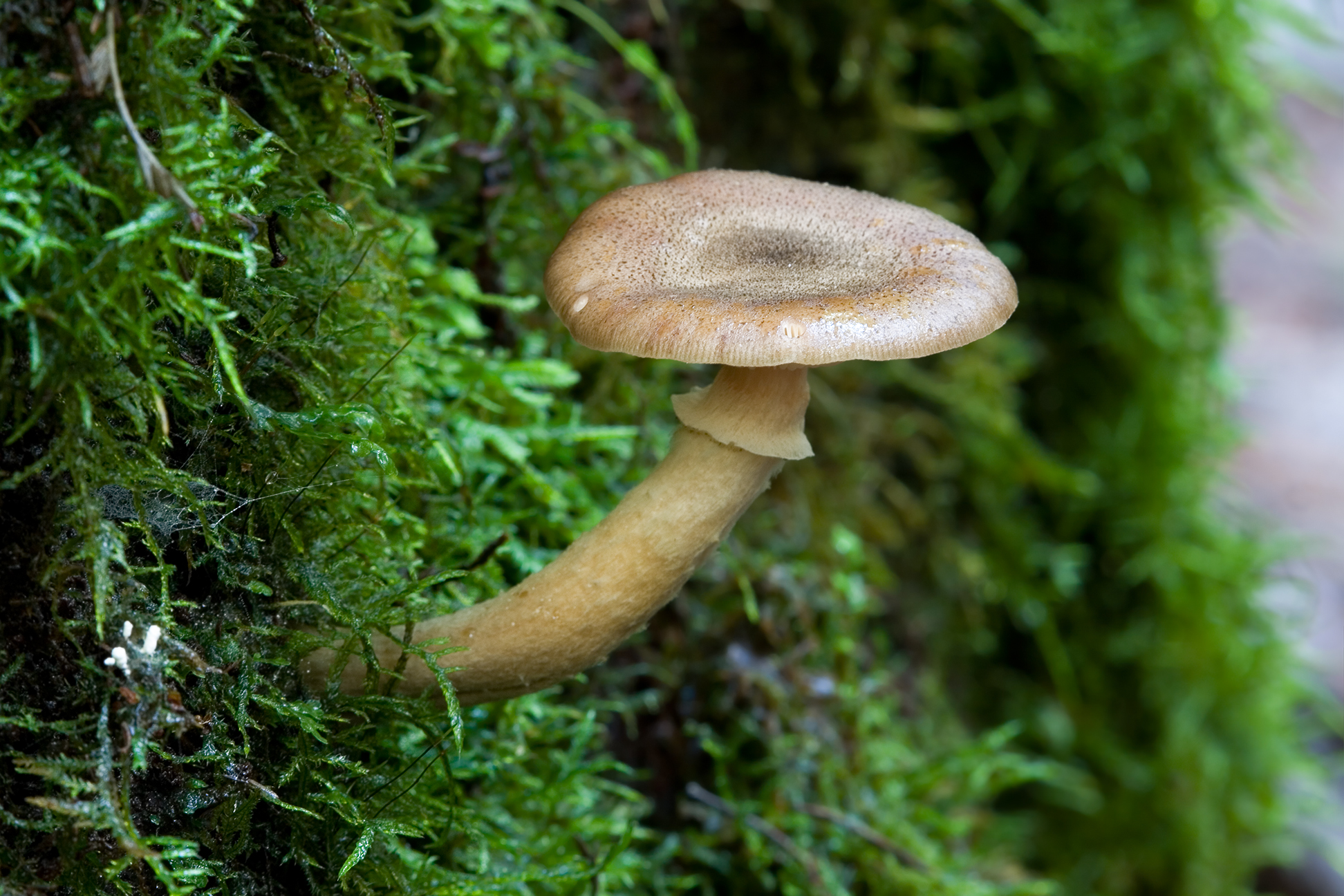